# Coelotes atropos
Espèce
Coelotes atropos est une espèce d'araignées aranéomorphes de la famille des Agelenidae.

## Répartition
Cette espèce est répandue dans tout le Pays de Galles et le nord-ouest de l'Angleterre, ainsi que dans les zones de montagne du sud-ouest de l'Angleterre. Elle est absente dans une grande partie du sud-est de l’Angleterre et de l’Écosse.

## Systématique
Le nom valide complet (avec auteur) de ce taxon est Coelotes atropos (Walckenaer, 1830).
L'espèce a été initialement classée dans le genre Drassus sous le protonyme Drassus atropos Walckenaer, 1830.
Coelotes atropos a pour synonymes :
- Amaurobius atropos (Walckenaer, 1830)
- Coelotes atropos anomalus Hull, 1955
- Coelotes atropos atropos
- Coelotes atropos silvestris Hull, 1955
- Coelotes saxatilis Blackwall
- Drassus atropos Walckenaer, 1830